# Водолазьке (Лозівський район)
Водола́зьке — село в Україні, у Близнюківській селищній громаді Лозівського району Харківської області. Населення становить 74 осіб. До 2020 орган місцевого самоврядування — Лукашівська сільська рада.

## Географія
Село Водолазьке знаходиться в балці Водяна, по якій протікає струмок, що впадає в річку Велика Тернівка, на струмку зроблена загата (~ 9 га). До села на південному заході примикає село Катеринівка, за 3,5 км на північному сході знаходиться село Лукашівка.

## Історія
- 1925 - дата заснування.
- 12 червня 2020 року, відповідно до Розпорядження Кабінету Міністрів України № 725-р «Про визначення адміністративних центрів та затвердження територій територіальних громад Харківської області», увійшло до складу Близнюківської селищної громади.[1]
- 19 липня 2020 року, в результаті адміністративно-територіальної реформи та ліквідації Близнюківського району, увійшло до складу Лозівського району Харківської області.[2]

## Економіка
- В селі є кілька молочнотоварних ферм.

## Культура
- Школа.

## Екологія
- На північному сході на відстані в 1 км проходить аміакопровід.